# Liga Suprema de Ucrania 1996-97
La Liga Suprema de Ucrania 1996-97 fue la sexta edición del campeonato de fútbol de máximo nivel en Ucrania. Dinamo Kiev ganó el campeonato.

## Tabla de posiciones
|     | Equipo                       | Pts | PJ | PG | PE | PP | GF | GC |
| --- | ---------------------------- | --- | -- | -- | -- | -- | -- | -- |
| 1.  | Dinamo Kiev                  | 73  | 30 | 23 | 4  | 3  | 69 | 20 |
| 2.  | Shajtar Donetsk              | 62  | 30 | 19 | 5  | 6  | 72 | 28 |
| 3.  | Vorskla Poltava              | 58  | 30 | 17 | 7  | 6  | 50 | 26 |
| 4.  | Dnipro Dnipropetrovsk        | 55  | 30 | 14 | 13 | 3  | 48 | 19 |
| 5.  | Karpaty Lviv                 | 52  | 30 | 15 | 7  | 8  | 36 | 23 |
| 6.  | Tavriya Simferopol           | 44  | 30 | 13 | 5  | 12 | 36 | 46 |
| 7.  | Chernomorets Odessa          | 42  | 30 | 12 | 6  | 12 | 36 | 31 |
| 8.  | Metalurg Zaporizhia          | 41  | 30 | 12 | 5  | 13 | 48 | 44 |
| 9.  | Nyva Ternopil                | 39  | 30 | 11 | 6  | 13 | 34 | 37 |
| 10. | Zirka-NIBAS Kirovohrad       | 36  | 30 | 11 | 3  | 16 | 31 | 55 |
| 11. | CSKA Kiev                    | 35  | 30 | 9  | 8  | 13 | 33 | 35 |
| 12. | Kryvbas Kryvyi Rih           | 33  | 30 | 9  | 6  | 15 | 24 | 48 |
| 13. | Prykarpattya Ivano-Frankivsk | 31  | 30 | 8  | 7  | 15 | 33 | 49 |
| 14. | Torpedo Zaporizhya           | 29  | 30 | 8  | 5  | 17 | 25 | 56 |
| 15. | Kremin Kremenchuk            | 24  | 30 | 7  | 3  | 20 | 28 | 57 |
| 16. | Nyva Vinnytsia               | 18  | 30 | 4  | 6  | 20 | 19 | 48 |

|  | Campeón de Ucrania y clasificado a la primera ronda previa de la Liga de Campeones |
|  | Primera ronda previa de la Copa de la UEFA                                         |
|  | Ronda previa de la Recopa de Europa                                                |
|  | Descenso a la Persha Liha                                                          |